# Gdzie jest Fred?
Gdzie jest Fred (niem. Wo ist Fred?) – niemiecki film komediowy z 2006 roku. Znany też w Polsce pod alternatywnym tytułem Sprytny plan.

## Treść
Główny bohater Fred, planuje pobrać się z piękną Marą. Mara ma nieznośnego syna Linusa, który pasjonuje się koszykówką. Fred postanawia przypodobać się narzeczonej i zdobyć dla jej syna piłkę z podpisami koszykarzy z jego ulubionej drużyny. Piłkę tę tradycyjnie, zawsze po meczu koszykarze rzucają w trybuny. Problem w tym, iż piłka zawsze trafia do sektora dla osób niepełnosprawnych. Z pomocą przyjaciela Aleksa, Fred postanawia dostać się tam udając niepełnosprawnego. 

## Obsada
- Til Schweiger - Fred
- Anja Kling - Mara
- Jürgen Vogel - Alex
- Christoph Maria Herbst - Ronnie
- Alexandra Maria Lara - Denise
- Tanja Wenzel - Vicky
- Martin Brambach - Johansen
- Vanessa Petruo - Julia
- Eckhard Preuß - Stefan
- Pasquale Aleardi - Benno
- Gode Benedix - Jakobsen
- Adele Neuhauser - Pani Hildegard
- Fahri Ogün Yardim - Mehmet
- David Scheller - Zlatko
- Jessica McIntyre - Isabella